# Диктатура
Диктатор пренасочва насам.  За римската длъжност вижте Диктатор (Древен Рим).
Диктатурата (на латински: dictatura) е автократична форма на управление, при която властта е концентрирана в една личност (диктатор) или ограничена група от хора (партия, хунта, семейство и други). За разлика от абсолютната монархия диктатурата не легитимира съществуването си чрез позоваване на историческа традиция или с религиозни аргументи, а най-често с нуждата от преодоляване на някаква извънредна заплаха или от излизане от временна криза.
Тъй като диктатурите обикновено не търсят широко обществено съгласие, те често разчитат на насилие и ограничаване на човешките права за запазване на властта си. В повечето случаи това е свързано с премахване на независимостта на съдилищата, въвеждане на цензура върху средствата за масова информация, ограничаване на дейността на независимите от правителството организации. Крайните форми на диктатура, стремяща се да контролира цялостно обществения и дори личния живот, се нарича тоталитаризъм.

## Определения
Най-общият термин е деспотизъм – форма на управление, в която един субект управлява с абсолютна власт. Този субект може да бъде отделна личност както е при автокрацията, или да е бъде група, както е при олигархията.
Деспотизмът може да бъде под формата на тирания (господство чрез заплаха от наказание и насилие), абсолютизъм, или диктатура (форма на управление, в която владетелят е абсолютен диктатор, неограничен от конституция, закони или опозиция). Диктатурата се определя от речника Мириам Уебстър като „форма на управление, в която абсолютната власт е съсредоточена в диктатор или малка клика“ или като „правителствена организация или група, в която е концентрирана абсолютна власт“. Демокрацията, която често се сравнява с концепцията за диктатура, се определя от повечето хора като форма на управление, в която тези, които управляват, се избират чрез избори.
Диктатурата може да бъде под формата на авторитаризъм или тоталитаризъм. В авторитарните диктатури има слаба политическа мобилизация и „малка група упражнява власт в лошо дефинирани, но всъщност доста предсказуеми рамки.“ Тоталитарни диктатури включват „отделна партия, водена от силна личност с мощна тайна полиция и силно развита идеология.“ В тях, правителството има „пълен контрол над средствата за масова комуникация и социалните и икономическите организации.“. Хана Аренд отбелязва тоталитаризма като нова и крайна форма на диктатура, която включва „автоматизирани, изолирани индивиди“, и в която идеологията играе водеща роля за определянето на начина, по който да се организира цялото общество. Хуан Линц твърди, че разликата между авторитарния и тоталитарния режим е, че докато авторитарния се опитва да задуши и премахне политиката и политическата мобилизация (процес на деполитизация), тоталитарния се стреми да ги контролира.

## История

### Диктатура в Древния Рим
Диктатурата като термин възниква по време на Римската република под формата на най-висшата екстраординарна магистратура. Диктаторът е висш магистрат, назначаван от консулите и одобрен от сената и куриатните комиции. Той е избиран при извънредни обстоятелства – при наличие на сериозна външна опасност или вътрешен безпорядък в Рим. Управлението му е с мандат от шест месеца или до изпълнението на поръчението на сената, което като правило е свързано с отстраняването на дадената заплаха за държавата. На свой ред, диктаторът назначава свой заместник – началникът на конницата. На диктатора се полага съпровод от 24 ликтора с фасции – символи на властта, докато в същото време на консулите се полагат по 12 ликтора.
Римският диктатор практически разполага с неограничена власт, но е отговорен пред закона и гражданите за своите действия. През последните десетилетия на Римската република диктатурата изгубва конституционния си характер.
През 82 г. пр.н.е. е избран първият пожизнен диктатор – Луций Корнелий Сула (формално – „за провеждане на законите и до привеждане на републиката в ред.“. (legibus faciendis et rei publicae constituendae causa)). През 79 г. пр.н.е. Сула обаче се отказва от пълномощията си на диктатор. През 44 г. пр.н.е., един месец преди смъртта си от заговорници, пожизнен диктатор става и Гай Юлий Цезар, дотогава няколко пъти избиран за диктатор по време на гражданската война в Рим по обичайната схема. Длъжността диктатор е отменена през същата година, скоро след убийството на Цезар.
Сула и Цезар са последните диктатори по формалната длъжност и първите диктатори на Рим в съвременния смисъл на думата. Октавиан Август и следващите императори не са назначавани на длъжността диктатор (макар че на Август е предлагана и тази длъжност, наред с много други), но фактически имат диктаторска власт. Формално Римската държава дълго време е считана за република, и съществуват всички републикански органи на властта.
Август обаче се сдобива с това, че негов приемник да стане доведеният му син – Тиберий. С времето, подобни случаи зачестяват.
Това става една от предпоставките за последвалото преобразуване на Рим в монархия. Късните римски диктатори започват да упражняват персонална и неограничена власт, взимайки в ръцете си и законодателната и изпълнителната власт.

### Диктатура в Древна Гърция
Диктатурата е често срещано явление в Древна Гърция и нейните колонии. Диктаторите в тези държави се наричат „тирани“, а диктатурата – „тирания“ (τύραννος). В началото тази дума не носи негативен смисъл. Повечето тирани се опират на свободните граждани, които не са част от аристокрацията и някои от тях се прославят като меценати, справедливи управници и мъдреци (например Периандър от Коринт или Пизистрат от Атина) Но по-често са се съхранили разкази за жестокости, за подозрителни и жестоки тирани (особено известен е тиранът на Акрагант Фаларид, който сварявал хора в меден бик). Макар в началото тиранията да има отчасти позитивно влияние, най-вече слагайки край на аристократичния произвол, то по-късно тя играе основно негативна роля в живота на обществото.
Съществува популярен анекдот (негов герой отначало е Тразибул от Милет, а после и други личности) за тиранин, който на въпроса на колегата си тиранин (вариант: син) за най-добрия начин как да се задържи на власт, започва да ходи по нивата и да събаря всички класове, което стърчат над останалите, с което показва, че тиранинът трябва да се унищожава всички, които повече или по-малко изпъкват в гражданското общество.
Някои тирани се опитват да превърнат своите държави в наследствени монархии, но никой от тях не успява да установи династия. В този смисъл, показателно е предсказанието на делфийския оракул, запитан от Кипсел, който завзема властта в Коринт: „Щастлив е Кипсел, и децата му, но не и децата на неговите деца.“. В действителност, той и синът му Периандър управляват успешно, но приемника (племенник на Периандър) е убит, след което цялото имущество на семейството на тираните е конфискувано, а къщите им – съборени.
Епохата на VII—VI век пр.н.е. е известна като епоха на старшите тирани. Тогава тиранията е в разцвета си. Към края на периода, в континентална Гърция тираните изчезват (в Йония те остават поради поддръжката на Ахеменидите, а в Сицилия и Велика Гърция – поради специфичната военна обстановка). Тираните обикновено се възкачват на престола след народен преврат. Те често са популярни сред народа, поне в началото на управлението си. В епохата на развитата демокрация, V век пр.н.е., отношението към тиранията е изцяло негативно и именно тогава термина се приближава до днешното си значение. В IV век пр.н.е., се появяват младшите тирани, основно сред военачалниците.

### Диктатура по време на Средновековието
В Средновековието господстващата форма на управление е монархията. Дори в резултат на преврат, на престола пак се качват членове на кралското семейство или представители на знатните родове. Властта се предава по наследство, но съществуват и изключения. Много градове-комуни и търговски републики наемат за отбрана военачалници – кондотиери или князе. По време на война, кондотиерите получават големи властови пълномощия в града. След войната, опирайки се на наемната войска, набрана с парите на града, някои кондотиери задържат властта, превръщайки се в диктатори. Тази диктатура се нарича синьория. Някои синьории стават наследствени, превръщайки се в монархии. Един от най-известните диктатори, основал монархия, е Франческо Сфорца.

### Съвременни диктатури
Съвременното разбиране за диктатура е близко именно до последния вид управление. Диктаторът е управляващ, който стои над закона. Неговата власт не е удържана от конституционни и законови граници и той не е отговорен пред управляваните от него граждани. Диктаторът може да е харизматичен лидер и властта му може и да се опира частично и на народно одобрение. През 20 век някои диктаторски режими намират легитимност в идеологията – например фашистките, нацистките и комунистическите диктатури. Идеите на комунистическите партии, скрити зад маската на диктатура на пролетариата, открито проповядват диктатурата като форма на управление към едно бъдещо безкласово общество.
С края на Втората световна война, в голям брой от освободените държави възникват диктаторски режими. В повечето от бившите африкански и азиатски колонии, които извоюват независимостта си в периода на деколонизация, режимите на управление постепенно се трансформират в лични диктатури. Много от тези диктатури се оказват нестабилни. Военните диктатури са често срещани в Южна Америка (например Аугусто Пиночет в Чили), както и в Африка (Мобуту Сесе Секо в Заир).
Колапсът на комунизма през 1989-1990 г. довежда до колапс и на голям брой от диктатурите в източна Европа. От друга страна, много от държавите, произлезли от разпадналия се Съветски съюз, са контролирани от авторитарни лидери, какъвто например е Сапармурад Ниязов в Туркменистан. Голяма част от тях обаче са мирно свалени от власт по време на така наречените „цветни революции“ от 2004 – 2005 г., докато други, например диктатурата в Узбекистан, са свалени насила, като са избити няколко хиляди души.
В съвременния свят твърде редки са случаите на строго индивидуална диктатура. С този термин днес се обозначават по-скоро някои форми на авторитарно управление (като военна диктатура, еднопартийна система и т.н.), отколкото деспотичното управление на един диктатор. В съвременния свят като диктатура се определя управлението на една личност или група от личности, които присвояват и монополизират властта в държавата, които прокарват законодателни промени за пожизнено упражняване на политическата власт и я упражняват без ограничения. В наше време това понятие е символ на самовластие и тирания.
Съвременни диктатори: Александър Лукашенко, Фидел Кастро, Ким Чен Ир, Тан Шве, Муамар Кадафи, Робърт Мугабе, Владимир Путин.

## Някои известни диктатори
- Адолф Хитлер – фюрер (Führer) на Германия от 1933 до 1945 година
- Бенито Мусолини – водач, диктатор на Италия, наричан дуче, от 1925 до 1943 година
- Йосиф Сталин – водач на комунистическата партия и СССР от 1922 до 1952 година
- Ким Ир Сен – ръководител на Северна Корея от 1948 до 1994 година

Бойд C. Пърсел пише: „...Хитлер, който започна войната, е отговорен за смъртта на около 50 милиона души, в резултат на Втората световна война. По време на писаната история на света диктаторите, насочвани от гняв, власт, алчност, гордост, и/ или параноя са убили повече от 100 милиона души. Можем да назовем някои от най-известните само през изминалия век: Сталин в Съветския съюз; Мао в Китай; Хирохито в Япония; Фернандо Маркос, който обяви Филипините за гарнизонна държава; Ким Ир Сен в Северна Корея; Пол Пот в Камбоджа; Амин в Уганда; Мусолини в Италия и Хюсеин в Ирак заедно са убили десетки милиони хора.“.

## Видове диктатура

### Наследствена диктатура
Наследствената диктатура (или „семейна диктатура“, в политическата наука се използва термина „личен режим“) е форма на диктатура, която е осъществена в република, но работи на практика като абсолютна монархия – по начин, по който политическата власт се предава само в рамките на семейството на диктатора. По този начин, макар че водачът е наричан президент или министър-председател, а не цар или император, властта се предава между членовете на едно семейство, поради преобладаващата власт на водача.
Семейната диктатура се различава от абсолютната монархия, при която прехода на властта в рамките на едно семейство се поддържа от върховния закон на страната и продължава да се прилага при всяко наследяване на властта. В семейната диктатура, този ред не се изисква от законодателството. В някои случаи, официално може да бъде приет специален закон, който формално да номинира конкретен член на семейството на настоящия водач като негов наследник. В други случаи, според законодателството на държавата, може формално дори да се проведат избори, но контролът над политическия и изборния процес, упражняван от водача, да му осигури наследяване. Това дали наследяването ще е успешно, зависи от нивото на власт и контрол на лидера. В резултат на това, съвременните семейни диктатури често преминават към друг вид управление след малък брой наследявания: обикновено само едно, рядко повече от две.
Някои примери за успешни преходи на властта при този тип диктатура:
- Рим: Август (27 г. пр.н.е. до 14 г.) и Тиберий, наследен от осиновения му син Калигула, наследен от чичо му Клавдий, наследен от осиновения му син Нерон.
- Англия: Оливър Кромуел (1653 – 1658) е наследен като лорд-протектор от сина си Ричард Кромуел (1658 – 1659)
- Парагвай: Карлос Антонио Лопес (1840 – 1862), наследен от сина си, Франсиско Солано Лопес (1862 – 1870).
- Салвадор: Карлос Мелендес (1915 – 1918), наследен от брат си Хорхе Мелендес (1919 – 1923).
- Никарагуа: Анастасио Сомоса Гарсия (1937 – 1947, 1950 – 1956), наследен от сина си Луис Сомоса Дебайле (1956 – 1963, де факто 1963 – 1967), наследен от брат си Анастасио Сомоса Дебайле (1967 – 1972, де факто 1972 – 1974, 1974 – 1979)
- Северна Корея: Ким Ир Сен (1948 – 1994), наследен от сина си Ким Чен Ир (1994 – 2011), наследен от сина си Ким Чен Ун (2011 – ).
- Хаити: Франсоа Дювалие (1957 – 1971), наследен от сина си Жан Клод Дювалие (1971 – 1986)
- Куба: Фидел Кастро (премиер 1959 – 1976, президент 1976 – 2008), наследен временно, а по-късно и за постоянно от брат си, Раул Кастро (изпълняващ длъжността президент на 2006 – 2008 г., президент де факто от 2008 г.)
- Ирак: Абдул Салам Ариф (1963 – 1966), наследен от брат си Абдул Рахман Ариф (1966 – 1968 г.)
- Сирия: Хафез Асад (1971 – 2000), наследен от сина си Башар Асад (2000 – ).

### Военна диктатура
Военната диктатура е форма на държавно управление, при което политическата власт е в ръцете на военните. Не е идентична със стратокрацията, при която държавата се управлява директно от военните, но има общи черти с нея.
Като всяка диктатура, военната диктатура може да бъде официална или неофициална, a резултата не е стратокрация (някои диктатори, като Мануел Нориега от Панама, са формално зависими от гражданско правителство). Съществуват смесени форми, при които военни експерти могат да имат много силно влияние, без да имат абсолютна власт. Латинска Америка и Африка са двата района с най-често срещащи се военни диктатури като форма на управление. В Латинска Америка при такива режими управлява хунтата – комитет, създаден от висши офицери. В Африка военните диктатури се характеризират само с една силна фигура като например Иди Амин или Гамал Абдел Насър.
Повечето военни диктатури са установени след военен преврат. В Латинска Америка например като претекст за установяването на военна диктатура служи заплахата от комунизма. След 1990 година военните диктатура стават рядкост.

### Конституционна диктатура
Конституционна диктатура е форма на управление, при която диктаторските правомощия се упражняват по време на извънредна ситуация. Диктаторът не е абсолютен и властта на диктатора остава ограничена от конституцията.
В Ранната Римска република се предвижда позицията на диктатор, който може да управлява за определен период от време, но чиито действия подлежат на разглеждане при приключването на мандата на диктатора.
Конституцията на САЩ има подобна клауза, в която е заявено, че президентът „може да отложи конгреса за толкова време, колкото сметне за необходимо“. Все пак, това може да бъде направено от него, само когато двете камари не са постигнали съгласие кога да се случи това. Ейбрахам Линкълн, президент на Съединените щати по време на Американската гражданска война, упражнява извънредните си правомощия, за да се запази съюза. Диктаторските действия на Линкълн, включват директни заповеди за арест и принудително задържане на опозицията, както и спиране на правото на позоваване на Хабеас корпус. Но Линкълн остава обект на надзор от страна на Конгреса, съдебен контрол и периодично провеждани избори.
Германската република, която наследява имперското германско правителство в края на Първата световна война (известна като Ваймарска република), приема конституционна разпоредба, която изрично дава възможност на президента да управлява чрез декрети и без обсъждане със законодателната власт. Тази разпоредба е използвана от Адолф Хитлер, за да консолидира правомощията си при избора му за канцлер от президента Хинденбург.
Франклин Делано Рузвелт, президент на САЩ по време на Голямата депресия и Втората световна война, също упражнява извънредни правомощия в отговор на двете извънредни ситуации. Действията на Рузвелт включват временното суспендиране на договори, в нарушение на Конституцията на САЩ, както и затваряне на банки и мораториум върху възбрани. По-късно, възприемайки като заплаха японските граждани в САЩ и американците от японски произход, Рузвелт нарежда преместването им в лагери за интерниране.

### Диктатура на пролетариата
Диктатурата на пролетариата е форма на политическа власт, определяна и свързана единствено с интересите на работническата класа. Това е израз, измислен от Луи Огюст Бланки, и понякога използван от Карл Маркс, за да се представи преходната фаза от капиталистическо към комунистическо общество. Терминът се появява в средата на XIX век. За диктатура на пролетариата е нужна пролетарска революция, която предварително минава през етапа на взимането на власт директно от народа. От друга страна властта е приоритет на една-единствена социална класа. Фридрих Енгелс счита Комуната на Париж като прилагане на диктатурата на пролетариата.

### Абсолютна монархия
Абсолютната монархия е монархическа форма на управление, при която цялата власт в страната (законодателна, изпълнителна, съдебна, a понякога и духовната власт) са съсредоточени в ръцете на монарха. При абсолютната монархия монархът осъществява изпълнителната власт съвместно с правителство, а законодателната – с помощта на различни законосъвещателни органи (изборни или назначаеми). При тази форма на управление липсват каквито и да е способи за ограничения на властта на монарха.
Според официалната доктрина на абсолютната монархия властта на монарха има божествен произход и в някои държави той възглавява не само светското, но и религиозното управление на страната. Такива държави се наричат теократични монархии – например Ватикан и Саудитска Арабия.

## Характерни черти
- Нарушаването на човешките и гражданските права – това често се случва при диктатурите, защото управляващата партия или класа иска да запази властта си. Нарушаването на правата на човека често се счита, че е оправдано от „по-висша цел“ или служи в името на „напредъка“. Варират от ограничаване свободата на словото до жестоко преследване на политически опоненти, или цели общности.

- Зависима съдебна система – игнориране на етични принципи; отмяна на презумпцията за невинност; отмяна на личните свободи (по-често се свързва с масови арести и селективни амнистии); използване на смъртно наказание и произволни екзекуции; произволна намеса в правото на собственост, конфискации; няма независими съдилища, съдиите са обвързани с инструкции; наличие на държавна полиция и прокурори с политически цели; изтезания (включително психологически тормоз); създаване на военна държава с функции в държавната администрация и полицията.

- Цензура в пресата и медиите – ограничаване на свободата на изразяване (например критикуването на политическа институция се оценява като държавна измяна или съответно обида на кралското семейство), сплашване или арестуване на политически опоненти хора, класифицирани като „ненадеждни“. При почти всички диктатури, вестниците са забранени или контролирани. Съществуват ограничения на пресата (например пускане само на обща информация от специални/ внедрени журналисти), ограничения на свободата на печата (например забрана на определена журналистическа статия или вестник), забрана за криптиране и т.н. Хората са манипулирани по много начини – чрез вестници, радио, телевизия и интернет. Например, в Народна Република Китай медиите се влияят и насочват от правителството. Някои държави се изолират от света (например бившата комунистическа Албания или Северна Корея).

- Манипулирани избори – в съвременните демокрации, изборите са универсални, свободни, равни и тайни. Това означава, че всички възрастни (понякога дори над 16-годишна възраст) имат право да гласуват, всички гласове са равни, и решението не се ограничава от контролиращ. Преброяването на гласовете е публично. Когато има съмнение относно резултата и е налице възражение, допустимо е и повторно преброяване на бюлетините. При диктатурите обаче, изборите са манипулирани. Например, наблюдават се избирателите по време на гласуването или гласове се броят като „невалидни“. Преброяването на гласовете не е публично. Повторно преброяване на гласовете не е разрешено. Хората, които гласуват „против“, са унижавани, дискриминирани професионално, арестувани или „изчезват“. В навечерието на изборите може да се появи забрана, премахване или наказателно преследване на опозиционни партии или техни институции.

- Наличие на тайна полиция – при повечето диктатури има полиция за сплашване на политическите опоненти. При нацизма, Гестапо изпраща в затвора, измъчва и убива членове на политическата опозиция и етнически и социални малцинства. В ГДР, ЩАЗИ е тайната полиция на държавната сигурност, която наблюдава и тероризира гражданите. В Съветския съюз съществуват КГБ и неговите предшественици. Николае Чаушеску преследва опонентите си или предполагаемите дисиденти чрез Секуритате. Тайната полиция набира често шпионите си след населението, в ГДР е имало до 200 000 неофициални служители, информатори, които да докладват за опонентите им и съмнителни инциденти.

### Характерни черти на тоталитарните диктатури
Тоталитарните диктатури обикновено се представят като бързо решение на всякакви междуличностни, икономически и държавни проблеми, които обикновено се създават при всички останали конкурентни системи. Те обикновено имат идеологически проявления като например националсоциализма (фашизъм, сталинизъм, маоизъм, идеологията Чучхе). Характерни черти на пропагандата при тези диктатури са:
- Често при диктатурата се преувеличава, оправдава или напълно изгражда нов враг; борбата с този враг оправдава идеологията и дава поводи за репресии над вътрешните врагове или беззащитни малцинства като евреите, над дисидентите и интелектуалците.
- Диктатурата се представя като последно спасение от съществуващите беди с обещания за бъдещето.
- Потиска се индивидуализма и се прославя колективната единица и сила, като същевременно се преследват деструктивните или пасивните личности.
- Насърчават се денонсирането и опортюнизма.
- Култ към личността, например „образа на водача“ по домовете и училищата.
- Популизъм.
- Създава се климат на страх и репресии – дисидентите или предполагаемите политически опоненти се арестуват. „Изчезват“ хора и семействата им. Често хора, които са затворени без съдебен процес, не могат да получат юридическа помощ. В затворите и в полицейските арести опонентите често се измъчват. Мъченията често се извършват тайно в затвори, в помещения или в отдалечени лагери.

Повечето тоталитарни диктатури изискват подчинението на отделната личност пред обществото или държавата. Това е обосновано от „по-висши цели“. При диктатурата на нацистите, хората трябва да са подчинени на „общността“ и „арийско-германската раса“. Оттук е и мотото: „Ти си нищо, народът е всичко!“. Италианският фашизъм изисква подчинението на отделната личност пред „нацията“, за която се твърди, че е „по-високо“ от отделната личност. В рамките на така наречения „реален социализъм“, крайната цел е безкласовото общество (постигнато от диктатурата на пролетариата). Тези, които са на различно мнение, са смятани за „контрареволюционери“.
Концепцията за свободата на индивидуализма и достойнството на личността се заменя с тоталитарните концепции за свобода, например „свобода на хората“, „свобода на нацията“ или „свобода на пролетарската класа“.

## В културата

### Кино
- Филмът на Чарли Чаплин Великият диктатор (1940 г.) се присмива над Хитлер (Хинкел) и Мусолини (Напалони).
- Документалният филм на Барбе Шрьодер Генерал Иди Амин Дада: Автопортрет (1974 г.), показва мегаломанията на диктатора на Уганда.
- Филмът V като вендета (2006 г.) споменава измислен диктатор в бъдещето, носещ титлата „лорд канцлер на Англия“.
- Последният крал на Шотландия (2006 г.) е друг филм за диктатора Иди Амин.
- Експеримент 2: Вълна (2008 г.) – фантастичен филм, показва колко лесно може да се стигне до авторитарен режим и култ към личността.
- Диктаторът (2012 г.) – комедия, пресъздаваща измислена страна, в която еднолично управлява генерал-адмирал Аладин.